# Kujima Utaeba Ie Hororo
Kujima Utaeba Ie Hororo (яп. クジマ歌えば家ほろろ Кудзима утаэба иэ хороро, «Дом, в котором щебечет Кузьма») — манга, написанная и проиллюстрированная Акирой Конно. Публиковалась в журнале сёнэн-манги Monthly Shonen Sunday издательства Shogakukan с сентября 2021 по апрель 2024 года и была издана в пяти томах-танкобонах. В мае 2024 года было объявлено об аниме-адаптации манги.

## Сюжет
В семье Араты Коды, ученика средней школы, напряжённая атмосфера вследствие того, что его старший брат провалил экзамены. Однажды, идя после школы, Арата встречает необычное существо по имени Кузьма, который похож на птицу, умеет разговаривать на человеческом языке и мигрировал на зимовку в Японию из России. Видя, что Кузьма голоден, Арата приводит его к себе домой и с этого дня атмосфера в семье Кода начинает меняться.

## Медиа

### Манга
Манга Kujima Utaeba Ie Hororo, написанная и проиллюстрированная Акирой Конно, публиковалась в журнале сёнэн-манги Monthly Shonen Sunday издательства Shogakukan с 10 сентября 2021 по 12 апреля 2024 года. Всего главы манги были скомпонованы в пять томов-танкобонов. Первый том поступил в продажу 12 апреля 2022 года, пятый и заключительный — 10 мая 2024 года.
На территории Франции манга лицензирована издательством Le Lézard Noir.

#### Список томов
| №  | Дата публикации    | ISBN                   |
| -- | ------------------ | ---------------------- |
| 01 | 12 апреля 2022 г.  | ISBN 978-4-0985-1092-4 |
| 02 | 12 октября 2022 г. | ISBN 978-4-0985-1328-4 |
| 03 | 12 мая 2023 г.     | ISBN 978-4-0985-2051-0 |
| 04 | 10 ноября 2023 г.  | ISBN 978-4-0985-3027-4 |
| 05 | 10 мая 2024 г.     | ISBN 978-4-0985-3316-9 |

### Аниме
Об аниме-адаптации манги было объявлено 10 мая 2024 года.

## Приём

### Рейтинги и рекомендации
В декабре 2022 года Kujima Utaeba Ie Hororo совместно с сериями Fool Night Касуми Ясуды и Nippon Sangoku Икки Мацуки заняла двенадцатое место в рейтинге лучшей манги 2023 года для читателей-мужчин, составленном ежегодным справочником Kono Manga ga Sugoi!. В начале февраля 2023 года манга заняла девятое место в рейтинге «Комиксы 2023 года, рекомендованные сотрудниками национальных книжных магазинов» интернет-магазина Honya Club, а спустя год — двенадцатое место в рейтинге комиксов 2024 года.
Редакция литературного журнала Da Vinci в выпуске от июля 2022 года выбрала первый том Kujima Utaeba Ie Hororo платиновой книгой месяца.

### Награды и номинации
| Год  | Награда                | Результат  | Категория                               | Прим.         |
| ---- | ---------------------- | ---------- | --------------------------------------- | ------------- |
| 2022 | Next Manga Award       | 18-е место | Лучшая печатная манга                   | [ 15 ] [ 16 ] |
| 2022 | Next Manga Award       | Победа     | Специальный приз от U-Next              | [ 17 ]        |
| 2023 | eBookJapan Manga Award | Победа     | Премия от сотрудников книжных магазинов | [ 18 ]        |
| 2023 | Nighttime Manga Award  | 6-е место  | Лучшая манга                            | [ 19 ]        |